# Портрет девушки (Кристус)
«Портрет девушки» — картина Петруса Кристуса, представителя ранней нидерландской живописи, написанная в конце его жизни, между 1465 и 1470 годами. Один из шедевров Северного Возрождения, считающийся значительной вехой в истории фламандской портретной живописи. В настоящее время хранится в Берлинской картинной галерее.
Девушка, изображённая в воздушной, реалистичной, почти трёхмерной атмосфере, смотрит на зрителя с неоднозначным выражением лица, в котором проглядывается как холодность и настороженность, так и интеллект. Искусствовед Джоэл Аптон уподобляет модель «отполированному жемчугу, почти перламутру, лежащему на чёрной бархатной подушке». Картина, развивающая идеи Яна ван Эйка и Рогира ван дер Вейдена, имела значительное влияние многие годы после её написания, притягивая интерес интригующим взглядом персонажа, усиленным лёгким косоглазием и асимметричностью бровей.

## Описание
Кристус поместил свою модель в узкое пространство интерьера перед обшитой панелью стеной. Геометрически изображение делится горизонтальными параллельными линиями профиля стены и блузки девушки, образующей перевёрнутый треугольник в вырезе платья. Исполнение фона несколько отходит от традиций портретной живописи: художник пишет обычную тёмно-коричневую стену с минимумом деталей, не похожую на тщательно разработанные интерьеры Яна ван Эйка, часто называемого наставником Кристуса. Реалистическое решение фона, вероятно, предназначено для изображения привычной домашней обстановки.

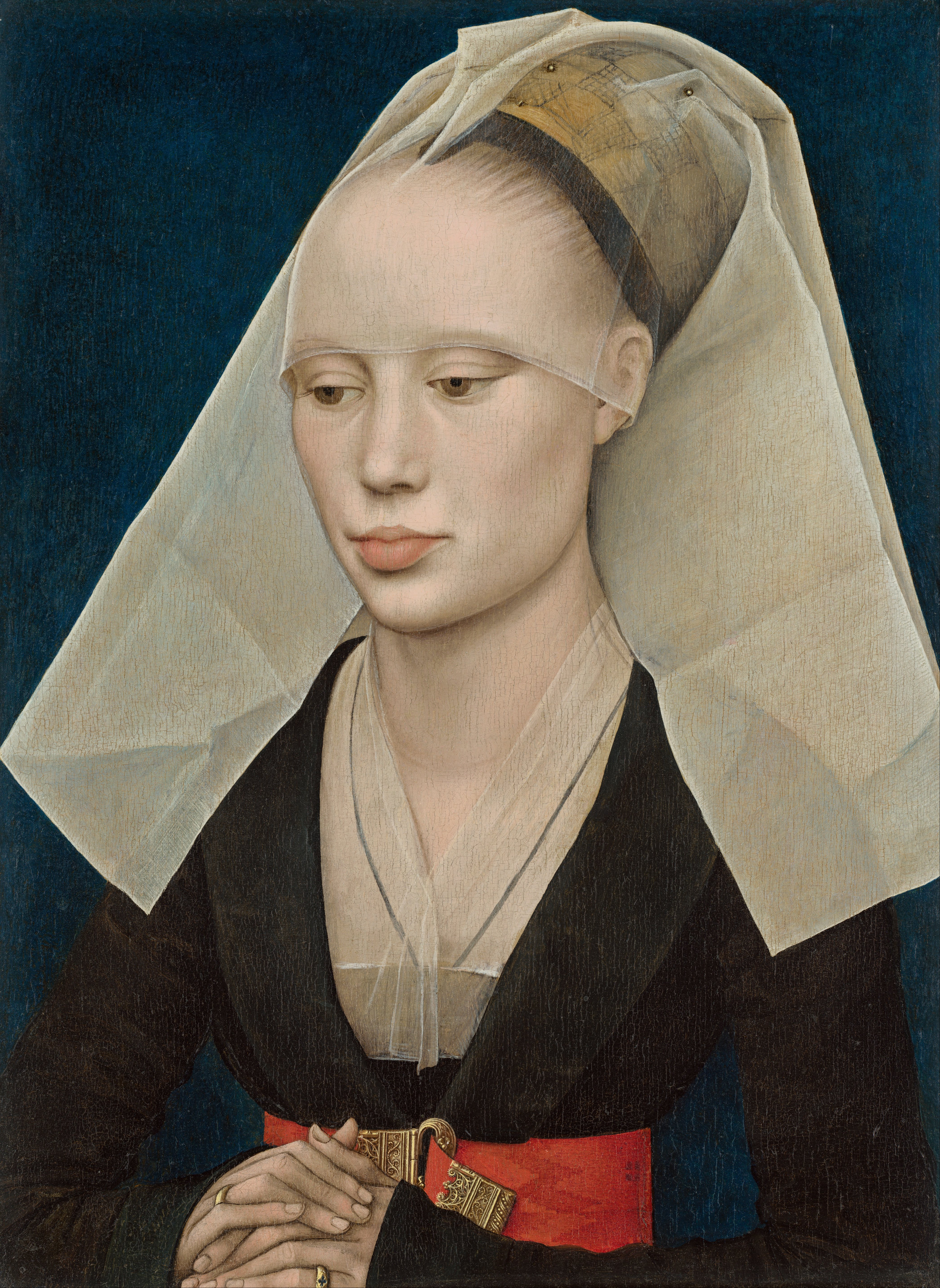
Портрет дамы, Рогир ван дер Вейден, ок. 1460. Национальная галерея искусства, Вашингтон. Картина, имеющая ряд общих черт с «Портретом девушки» по внешнему виду и выражению лица модели

Сцена освещена слева, вследствие чего у правого края картины на стене образуется тень от девушки и её эннена, служащая контрапунктом контуру щеки и линии волос. По мнению польского искусствоведа Чарльза Стерлинга, пространство между девушкой и стеной, позволяющее отобразить эту деталь — заслуга влияния ван Эйка.
У девушки бледная кожа, миндалевидные глаза со слегка восточным разрезом, грустные губы. Её облик соответствует готическим представлениям о красоте — удлинённые черты лица, узкие плечи, туго стянутые на затылок волосы, открывающие почти неестественно высокий лоб. Дорогая одежда и ювелирные украшения надеты с необычайной элегантностью. Чуть скошенный взгляд девушки, обладающий проницательностью и глубоким самосознанием, некоторые искусствоведы находят мистическим и даже пугающим. По мнению искусствоведа Джоанны Вудс-Марсден девушка словно ощущает зрителя, создавая практически беспрецедентный эффект даже для итальянской портретной живописи. Расположение нижнего обреза картины усиливает этот эффект, вынуждая зрителя почти вызывающе фокусировать взгляд на персонаже, что увеличивает сомнения в подлинной сущности отношений между моделью, художником, заказчиком картины и зрителем.
Головной убор девушки представляет собой усечённый вариант эннена (так называемый «птичий улей»), бывший в те времена в моде при бургундском дворе. Поддерживающая его чёрная тесьма редко встречается на картинах того времени и считается элементом, позаимствованным у мужского шаперона, шлык (корнетту) которого иногда оборачивали вокруг подбородка в такой же манере, как на картине.
Влияние ван Эйка отчётливо проявляется в филигранной прорисовке ткани, деталей одежды и украшений, в бледной коже и скуластом лице модели, имеющем сходство с мужским персонажем на «Портрете четы Арнольфини». Однако в прочих отношениях Кристус отказывается от принципов ван Эйка и Робера Кампена. Он снижает акцент на объёме фигуры и сосредотачивается на её вытягивании, удлинении. По словам немецкого искусствоведа Роберта Зуккале «сужение верхней части тела и головы усиливается V-образным вырезом платья и цилиндрическим головным убором». Кроме того, первое поколение ранних нидерландских живописцев поощрялось покровительством растущего среднего класса на секуляризацию портретной живописи и лишение дворянства исключительной монополии на неё. Кристус же, напротив, подчёркивает аристократичность, надменность, утончённость и изысканную одежду девушки.

## Идентификация модели
В письме, датированном 1824 или 1825 годом, будущий директор Берлинской картинной галереи Густав Вааген даёт свою интерпретацию латинских надписей, виденных им на оригинальной раме портрета, впоследствии утраченной. Вместе с подписью Кристуса он обнаружил следующее указание на личность модели: «племянница знаменитого Толбота». Это привело его к заключению о принадлежности девушки к одному из самых знатных английских семейств — Толботам, глава которого носил титул графа Шрусбери. В 1863 году директор Национальной портретной галереи Джордж Шарф предположил, что картина является правой створкой диптиха к портрету Эдварда Гримстона 1446 года, хранящемуся в Лондонской национальной галерее, и, следовательно, на портрете изображена первая жена Гримстона — Алиса. Искусствовед Грите Ринг опровергла это предположение в 1913 году, показав, что ни фон, ни размеры досок не совпадают и что «Портрет девушки» вероятнее всего был закончен 20—30-ю годами позже портрета Гримстона.
Джоэл Аптон, развивая анализ Ваагена, предположил, что «знаменитый Толбот» — не кто иной, как Джон Толбот, 1-й граф Шрусбери, погибший в битве при Кастийоне в 1453 году, хотя у знаменитого английского полководца известна лишь одна племянница — Анкарет, умершая в младенчестве в 1421 году. Шотландский искусствовед Лорн Кэмпбелл заметил, что Вааген мог ошибочно интерпретировать слово «племянница» (nepos), которое также может иметь значение «внучка». На основании этого Аптон пришёл к заключению, что на портрете изображена одна из дочерей Джона Толбота, 2-го графа Шрусбери — Анна или Маргарет, чьи родители поженились между 1444 и 1445 годами, и что хорошо соответствует возрасту модели. Девушка могла совершить путешествие в Брюгге в 1468 году для присутствия на знаменитой роскошной свадьбе Маргариты Йоркской, сестры английского короля Эдуарда IV, и герцога Бургундии Карла Смелого.

## Провенанс

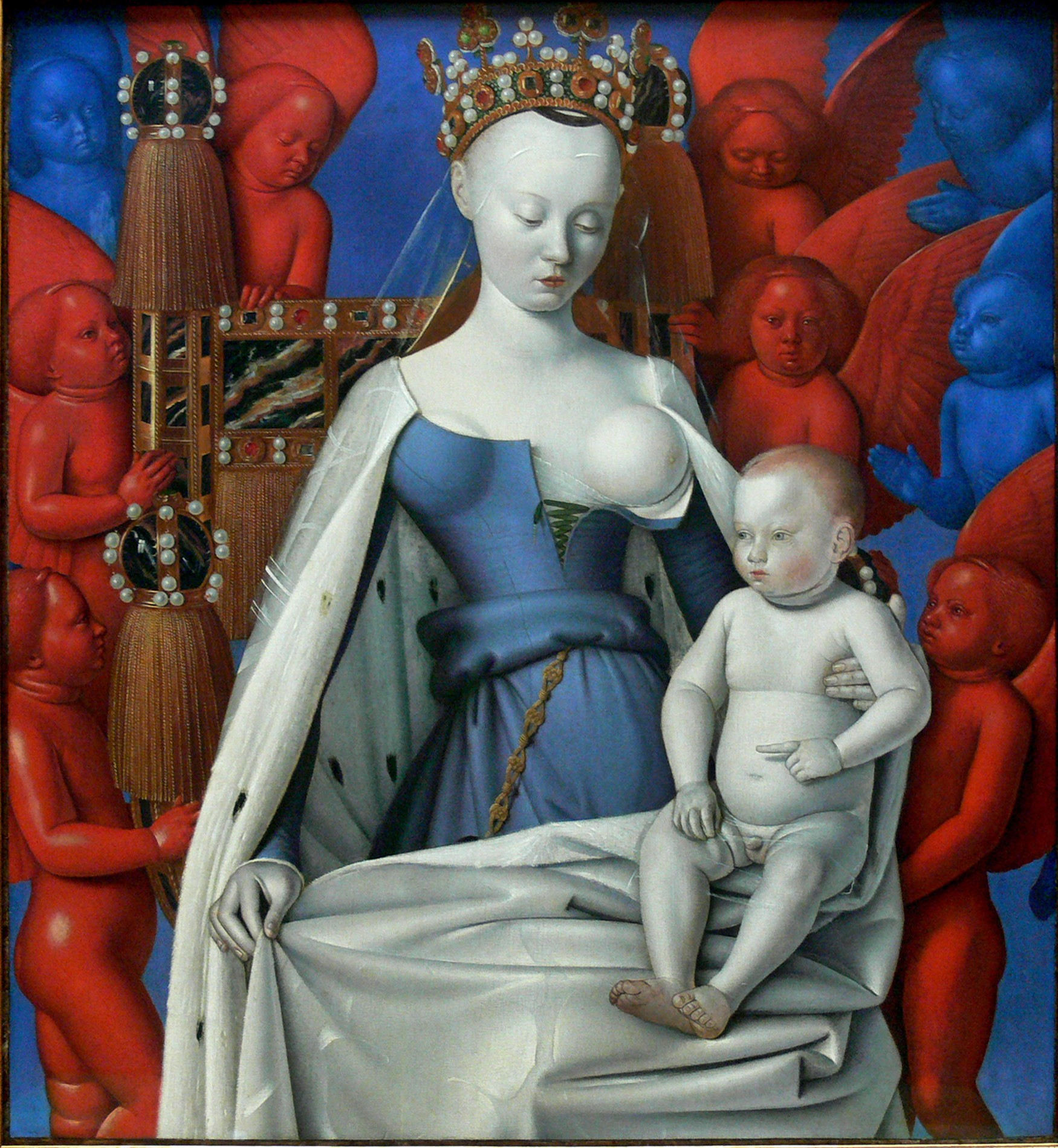
Правая створка Меленского диптиха, Жан Фуке, 1452. Королевский музей изящных искусств (Антверпен). Представление готических идеалов красоты, аналогичное «Портрету девушки» Кристуса

Самая ранняя сохранившаяся запись о картине относится к 1492 году, когда она упоминается в описи имущества семейства Медичи, как небольшая доска с бюстом французской дамы, писанная маслом Пьетро Креши из Брюгге, однако по названиям прочих картин в описи становится понятно, что не слишком сведущий в живописи переписчик указывал все произведения северного искусства в коллекции, как «французские». В то время картина уже имела необычно высокую цену — 40 флоринов и выставлялась публично, хотя по вышеприведённой записи очевидно, что она представляла исключительно эстетический интерес, не вызывая вопросов относительно личности девушки, кроме её национальности.
Портрет стал частью прусской королевской коллекции в 1821 году после приобретения собрания работ старых мастеров у английского торговца Эдварда Солли, которое стало основой Берлинской картинной галереи. В 1825 году портрет был атрибутирован Ваагеном за авторством Кристуса на основе надписи на раме «PETR XPI», которую он идентифицировал как сокращение от «Петрус Кристофори» и связал с Пьетро Криста, упомянутым в «Жизнеописаниях наиболее знаменитых живописцев, ваятелей и зодчих» Джорджо Вазари (издание 1568 года), что также позволило установить авторство картины «Святой Элигий и святая Годеберта в мастерской», хранящейся в Метрополитен-музее (Нью-Йорк) и ранее считавшейся портретом обычного ювелира. Таким образом имя художника было вновь открыто спустя несколько веков забвения.
Ключевую роль в восстановлении репутации Кристуса как одного из ведущих северных художников XV века сыграл Эрвин Панофский, назвавший работу «очаровательным, почти французским портретом» и указавший на возможную его связь с изображением Девы Марии на Меленском диптихе Жана Фуке. Чарльз Стерлинг развил эту идею, подчеркнув целый ряд сходств между женскими изображениями, включая туго затянутые назад волосы, высокие скулы, косой взгляд и хмурое выражение лица. До атрибуции Ваагена часть картин Кристуса приписывалась Яну ван Эйку. В течение XX века детали биографии художника были восстановлены (в значительной степени Панофским), что позволило постепенно отделить работы Кристуса от наследия ван Эйка. В настоящее время известно шесть подписанных художником картин.

## Датировка

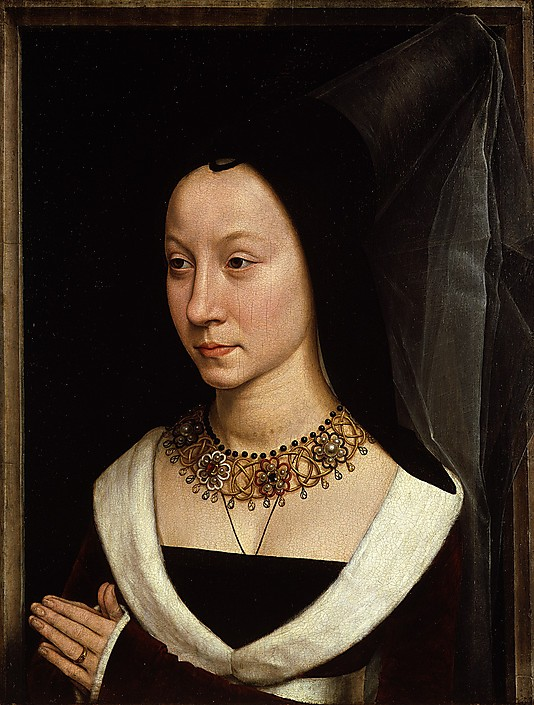
Портрет Марии Портинари, Ханс Мемлинг, ок. 1470. Метрополитен-музей, Нью-Йорк

В начале XX века авторство и датировка большинства картин Кристуса оставались дискуссионными. «Портрет девушки» был датирован примерно 1446 годом искусствоведом Вольфгангом Шёне на основе сопоставления фасона одежды с тенденциями моды того времени. Макс Фридлендер в книге 1957 года «Ранняя нидерландская живопись» предложил собственную датировку и порядок появления картин Кристуса на свет, но большинство его предположений были опровергнуты всего несколько лет спустя австрийским искусствоведом Отто Пехтом.
В 1953 году Панофский установил, что датировка Шёне занижена по меньшей мере на 20 лет. С его точки зрения платье девушки более соответствует бургундской высокой моде конца 60-х — середины 70-х годов XV века, что можно определить по эннену и платью Марии Портинари на портрете Ханса Мемлинга около 1470 года и миниатюрам из иллюминированной рукописи «Хроник Фруассара» Лодевейка ван Грутхусе, созданной в Брюгге примерно в то же время. Стерлинг датирует картину примерно 1465 годом на основе сравнения с энненом на картине «Сретение Господне» неизвестного мастера, хранящейся в Национальной галерее искусства (Вашингтон). Он также отмечает, что увеличенная глубина сцены наряду с усложнённым освещением указывают на то, что картина создана в поздний период жизни художника.